# Felipe Mujica
Felipe Elías Mujica Hernández es un político abogado venezolano, nacido en Caracas el 12 de febrero de 1948. Fue uno de los fundadores del Movimiento al Socialismo (MAS) y es actualmente su secretario general.

## Vida
Formó parte de las Juventudes Comunistas y fue uno de los fundadores del MAS en 1971. Se licenció de Derecho en la caraqueña Universidad Católica Andrés Bello en 1984. Es elegido diputado al Congreso de la República en 1998 cargo que ejerció hasta el año 1999. El 30 de julio de 2000 fue elegido diputado a la Asamblea Nacional. 